# Mahačkala
Mahačkala (rus. Махачкала́) grad je u Rusiji. Glavni je grad republike Dagestan. Nalazi se na zapadnoj 
obali Kaspijskog jezera. Dijeli se na tri okruga: Lenjinski, Sovjetski i Kirovski.
Grad je osnovan 1844. kao tvrđava, a gradski je status dobio 1857. Izvorno ime grada bilo je Petrovskoje (rus. Петро́вское) – prema ruskom caru Petru Velikom, koji je posjetio ovo područje 1722. Grad je preimenovan u Petrovsk-Port (ruski: Петро́вск-Порт) 1857. te konačno u Mahačkala 1921.
Grad je veliku štetu pretrpio u potresu 14. svibnja 1970.

## Vanjske poveznice
|  | Zajednički poslužitelj ima još gradiva o temi Mahačkala |

- Službena stranica (rus.)